# Callitris oblonga
Callitris oblonga là một loài thực vật hạt trần trong họ Cupressaceae. Loài này được Rich. & A.Rich. mô tả khoa học đầu tiên năm 1826.